# Lhéry
Lhéry est une commune française, située dans le département de la Marne en région Grand Est.

## Géographie

### Localisation
Lhéry se trouve au nord-ouest du département de la Marne, en région Grand Est. La commune appartient à la région agricole du Tardenois.
La commune de Lhéry s'étend sur une superficie de 608 hectares. Sur son territoire, l'altitude varie de 120 à 229 mètres. Au nord du village, le relief est marqué par un vallon formé par le ruisseau de Brouillet. De l'autre côté de l'autoroute A4 et de la LGV Est européenne, s'élèvent la Montagne de Lhéry (222 m) à l'est et le Bois Pierlot (229 m) au sud.
Par la route, Lhéry se situe à 82 km de Châlons-en-Champagne, préfecture du département, à 26 km de Reims, sous-préfecture, et à 21 km de Dormans, bureau centralisateur du canton de Dormans-Paysages de Champagne dont dépend Lhéry depuis 2015. La commune fait en outre partie du bassin de vie de Reims.
Lhéry est limitrophe de 8 communes :
| Lagery | Serzy-et-Prin | Faverolles-et-Coëmy |
|        | Lhéry         | Tramery Poilly      |
| Aougny | Romigny       | Ville-en-Tardenois  |

### Hydrographie

#### Réseau hydrographique
La commune est traversée par la ligne de partage des eaux entre les régions hydrographiques « la Seine de sa source au confluent de l'Oise (exclu) » et « la Seine du confluent de l'Oise (inclus) à l'embouchure » au sein du bassin Seine-Normandie. Elle est drainée par le ruisseau de Brouillet,.

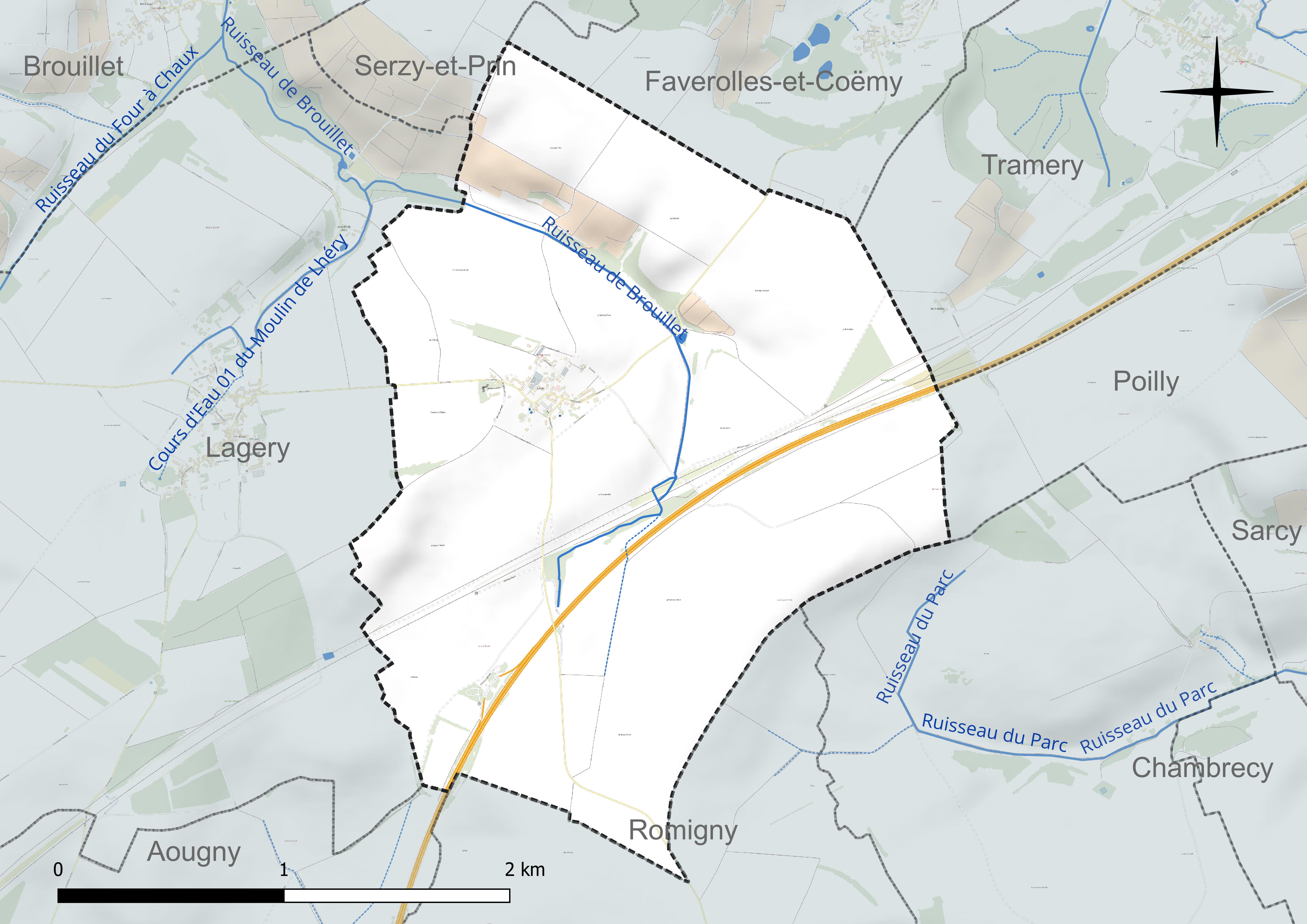
Réseau hydrographique de Lhéry.

#### Gestion et qualité des eaux
Le territoire communal est couvert par le schéma d'aménagement et de gestion des eaux (SAGE) « Aisne Vesle Suippe ». Ce document de planification, dont le territoire s’étend sur 3 096 km2 répartis sur trois départements (Aisne, Marne et Ardennes) et deux régions (Champagne-Ardenne et Picardie), a été approuvé le 16 décembre 2013. La structure porteuse de l'élaboration et de la mise en œuvre est le Syndicat d’aménagement des bassins Aisne Vesle Suippe (SIABAVES). 
La qualité des cours d’eau peut être consultée sur un site dédié géré par les agences de l’eau et l’Agence française pour la biodiversité. 

### Climat
Pour des articles plus généraux, voir Climat du Grand Est et Climat de la Marne.
En 2010, le climat de la commune est de type climat océanique dégradé des plaines du Centre et du Nord, selon une étude du Centre national de la recherche scientifique s'appuyant sur une série de données couvrant la période 1971-2000. En 2020, Météo-France publie une typologie des climats de la France métropolitaine dans laquelle la commune est exposée à un climat océanique altéré et est dans la région climatique  Nord-est du bassin Parisien, caractérisée par un ensoleillement médiocre, une pluviométrie moyenne régulièrement répartie au cours de l’année et un hiver froid (3 °C). 
Pour la période 1971-2000, la température annuelle moyenne est de 10,6 °C, avec une amplitude thermique annuelle de 15,5 °C. Le cumul annuel moyen de précipitations est de 712 mm, avec 12,4 jours de précipitations en janvier et 8 jours en juillet. Pour la période 1991-2020, la température moyenne annuelle observée sur la station météorologique de Météo-France la plus proche, « Chambrecy-Civc », sur la commune de Chambrecy à 5 km à vol d'oiseau, est de 10,7 °C et le cumul annuel moyen de précipitations est de 734,0 mm. 
La température maximale relevée sur cette station est de 40,3 °C, atteinte le 25 juillet 2019 ; la température minimale est de −22,1 °C, atteinte le 17 janvier 1985,,. 
Les paramètres climatiques de la commune ont été estimés pour le milieu du siècle (2041-2070) selon différents scénarios d'émission de gaz à effet de serre à partir des nouvelles projections climatiques de référence DRIAS-2020. Ils sont consultables sur un site dédié publié par Météo-France en novembre 2022.

## Urbanisme

### Typologie
Au 1er janvier 2024, Lhéry est catégorisée commune rurale à habitat très dispersé, selon la nouvelle grille communale de densité à sept niveaux définie par l'Insee en 2022.
Elle est située hors unité urbaine. Par ailleurs la commune fait partie de l'aire d'attraction de Reims, dont elle est une commune de la couronne,. Cette aire, qui regroupe 294 communes, est catégorisée dans les aires de 200 000 à moins de 700 000 habitants,.

### Occupation des sols
L'occupation des sols de la commune, telle qu'elle ressort de la base de données européenne d’occupation biophysique des sols Corine Land Cover (CLC), est marquée par l'importance des territoires agricoles (94,4 % en 2018), en diminution par rapport à 1990 (99,9 %). La répartition détaillée en 2018 est la suivante : 
terres arables (86,6 %), zones industrielles ou commerciales et réseaux de communication (5,5 %), zones agricoles hétérogènes (5,5 %), cultures permanentes (2,3 %), forêts (0,1 %). L'évolution de l’occupation des sols de la commune et de ses infrastructures peut être observée sur les différentes représentations cartographiques du territoire : la carte de Cassini (XVIIIe siècle), la carte d'état-major (1820-1866) et les cartes ou photos aériennes de l'IGN pour la période actuelle (1950 à aujourd'hui).

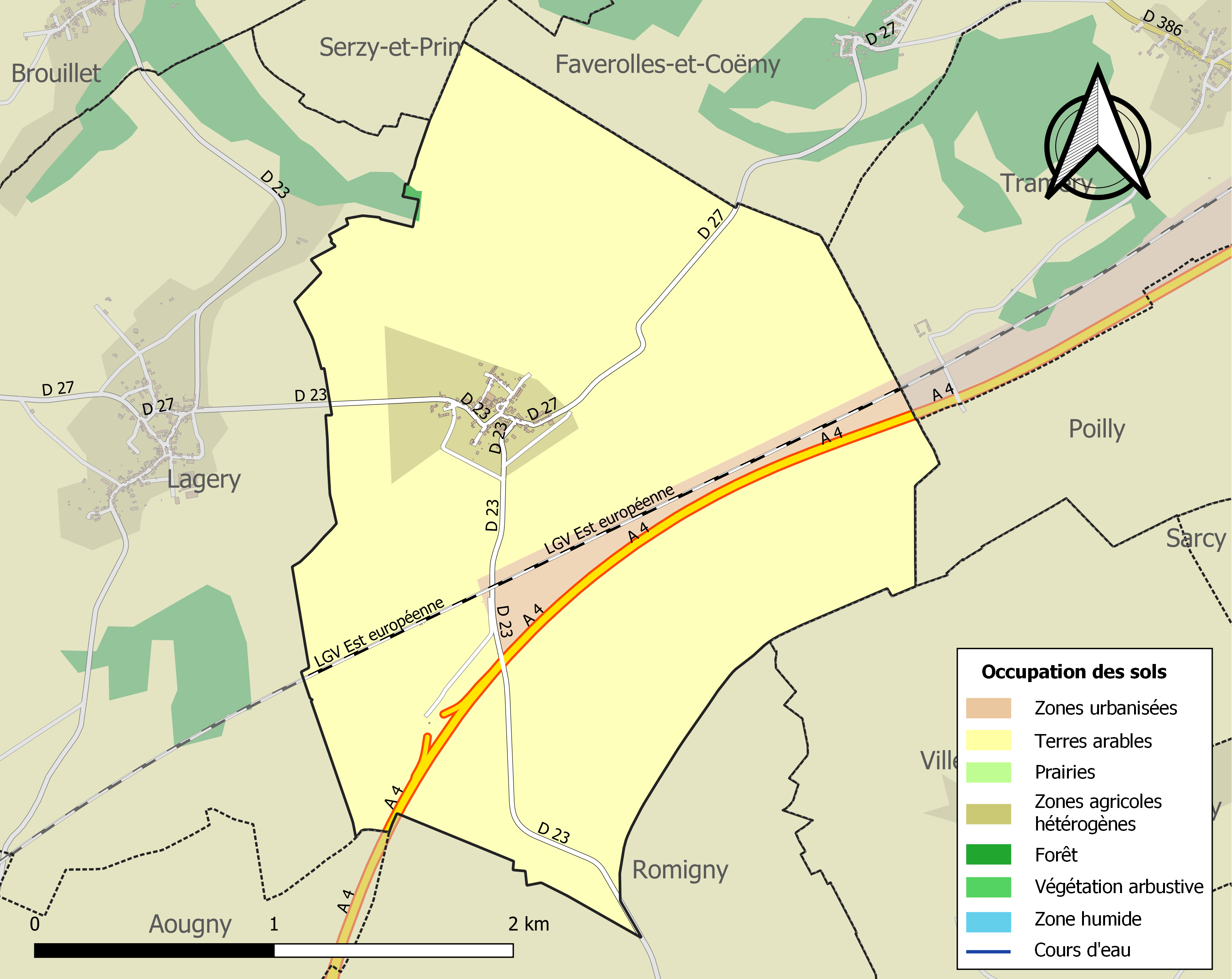
Carte des infrastructures et de l'occupation des sols de la commune en 2018 (CLC).

### Voies de communication et transports
Son territoire est traversé par l'autoroute A4 (qui dispose d'une aire de repos à Lhéry) et la LGV Est européenne.

## Toponymie
Le nom de la localité est attesté sous les formes Laireium (1100) ; Lairiacum (1179) ; Lyri (1215) ; Leri (vers 1222) ; Lereyum (1233) ; Lairi (1238) ; Lereium (1247) ; Lireium (vers 1260) ; Leireium (1271) ; Laireium (1282) ; Lery (1300) ; Lery prope Lagery (1477) ; Lherry (1641).

## Histoire
Occupé dès le Mésolithique, au lieu-dit la Presle, traces d'habitat lors des fouilles de la ligne LGV. Une installation gallo-romaine à la Fontaine de Noé.

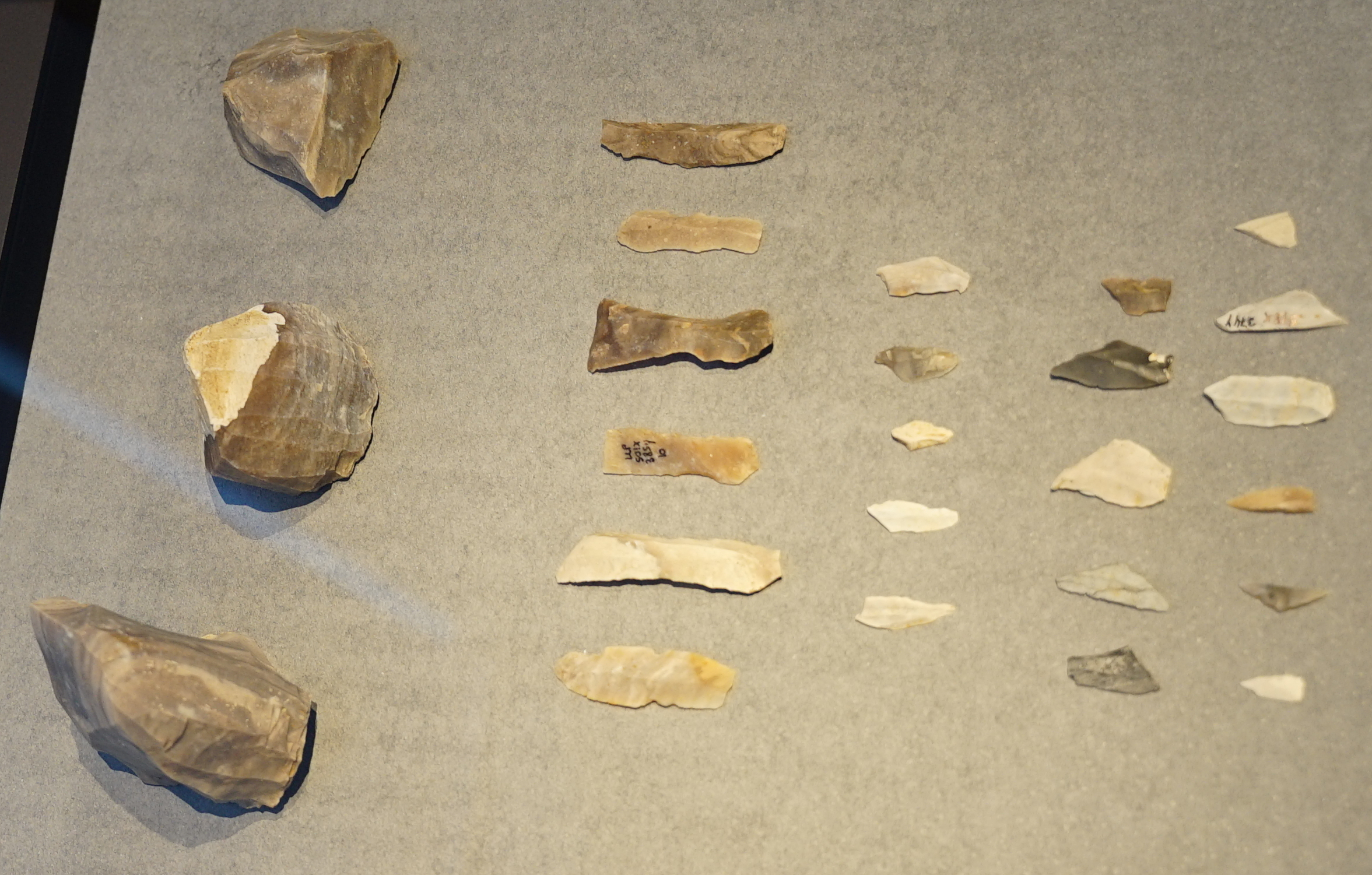
Nucléux et lamelles.
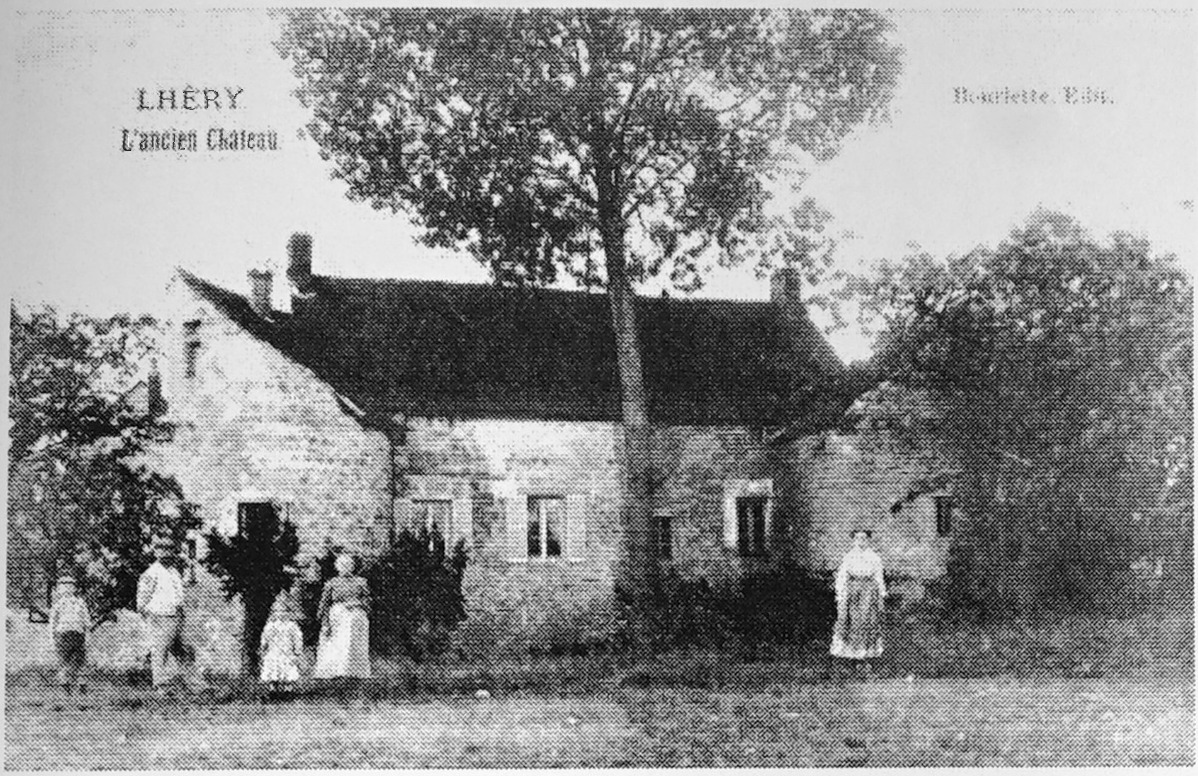
Ancien château.

## Politique et administration
Rattachements administratifs
La commune se trouve  dans l'arrondissement de Reims du département de la Marne.
Elle faisait partie depuis 1793 du canton de Ville-en-Tardenois. Dans le cadre du redécoupage cantonal de 2014 en France, cette circonscription administrative territoriale a disparu, et le canton n'est plus qu'une circonscription électorale.
Rattachements électoraux
Pour les élections départementales, la commune fait partie depuis 2014 du canton de Dormans-Paysages de Champagne
Pour l'élection des députés, elle fait partie de la deuxième circonscription de la Marne.

### Intercommunalité
Lhéry était membre de la très petite  communauté de communes Ardre et Tardenois, un établissement public de coopération intercommunale (EPCI) à fiscalité propre créé fin 1996 et auquel la commune avait transféré un certain nombre de ses compétences, dans les conditions déterminées par le code général des collectivités territoriales.
Celle-ci a fusionné avec la communauté de communes du Châtillonnais pour former le 1er janvier 2014  la communauté de communes Ardre et Châtillonnais  conformément aux dispositions du schéma départemental de coopération intercommunale de la Marne du 15 décembre 2011. Ce mouvement de constitution d'intercommunalités de tailles importantes s'est poursuivi dans le cadre des dispositions de la loi portant nouvelle organisation territoriale de la République du 7 août 2015, qui prévoit que les établissements publics de coopération intercommunale (EPCI) à fiscalité propre doivent avoir un minimum de 15 000 habitants, cette intercommunalité fusionne le 1er janvier 2017 avec ses voisines pour former la communauté urbaine dénommée Grand Reims, dont est désormais membre la commune.

### Liste des maires
| Période                                  | Période                       | Identité       | Étiquette | Qualité                                                                        |
| ---------------------------------------- | ----------------------------- | -------------- | --------- | ------------------------------------------------------------------------------ |
| 1876                                     |                               | M. Coutelet    |           |                                                                                |
| Les données manquantes sont à compléter. |                               |                |           |                                                                                |
| mars 2001                                | réélu en 2008                 | Bernard Petit  |           |                                                                                |
| 2014                                     | En cours (au 29 juillet 2020) | Patricia Durin |           | Vice-présidente de la CU Grand Reims (2020 → ) Réélue pour le mandat 2020-2026 |

## Démographie
L'évolution du nombre d'habitants est connue à travers les recensements de la population effectués dans la commune depuis 1793. Pour les communes de moins de 10 000 habitants, une enquête de recensement portant sur toute la population est réalisée tous les cinq ans, les populations de référence des années intermédiaires étant quant à elles estimées par interpolation ou extrapolation. Pour la commune, le premier recensement exhaustif entrant dans le cadre du nouveau dispositif a été réalisé en 2006.

En 2022, la commune comptait 89 habitants, en évolution de +5,95 % par rapport à 2016 (Marne : −1,19 %, France hors Mayotte : +2,11 %).
| 1793 | 1800 | 1806 | 1821 | 1831 | 1836 | 1841 | 1846 | 1851 |
| ---- | ---- | ---- | ---- | ---- | ---- | ---- | ---- | ---- |
| 140  | 147  | 153  | 146  | 142  | 143  | 134  | 143  | 135  |

| 1856 | 1861 | 1866 | 1872 | 1876 | 1881 | 1886 | 1891 | 1896 |
| ---- | ---- | ---- | ---- | ---- | ---- | ---- | ---- | ---- |
| 132  | 148  | 134  | 123  | 114  | 120  | 117  | 134  | 132  |

| 1901 | 1906 | 1911 | 1921 | 1926 | 1931 | 1936 | 1946 | 1954 |
| ---- | ---- | ---- | ---- | ---- | ---- | ---- | ---- | ---- |
| 120  | 120  | 101  | 95   | 91   | 83   | 71   | 92   | 93   |

| 1962 | 1968 | 1975 | 1982 | 1990 | 1999 | 2006 | 2011 | 2016 |
| ---- | ---- | ---- | ---- | ---- | ---- | ---- | ---- | ---- |
| 103  | 83   | 60   | 60   | 78   | 75   | 79   | 78   | 84   |

| 2021 | 2022 | - | - | - | - | - | - | - |
| ---- | ---- | - | - | - | - | - | - | - |
| 86   | 89   | - | - | - | - | - | - | - |

## Culture locale et patrimoine

### Lieux et monuments
- L'Église Saint-Nicolas de Lhéry du XIIIe siècle, classée.

Chapiteaux de l'église en 1899
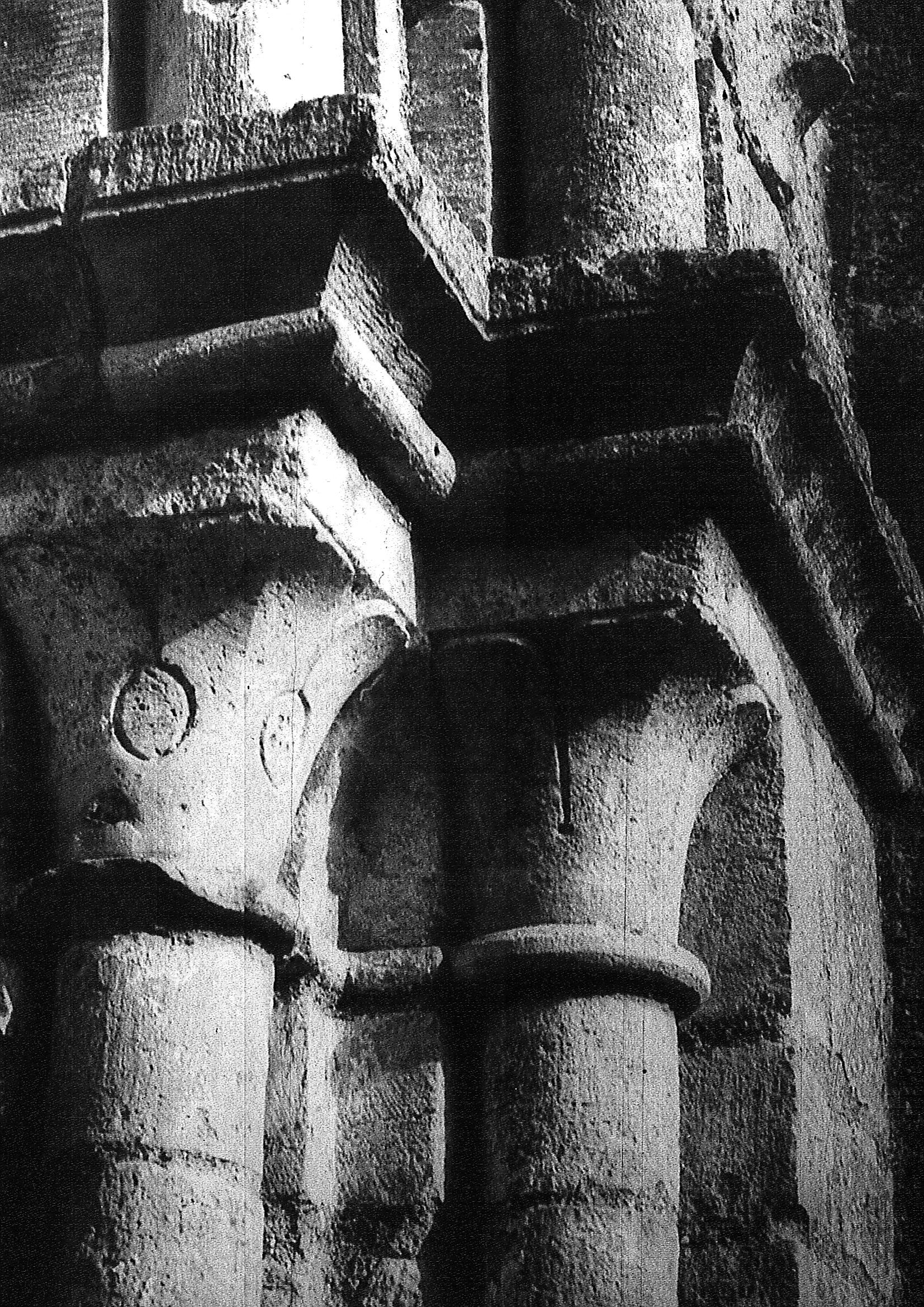
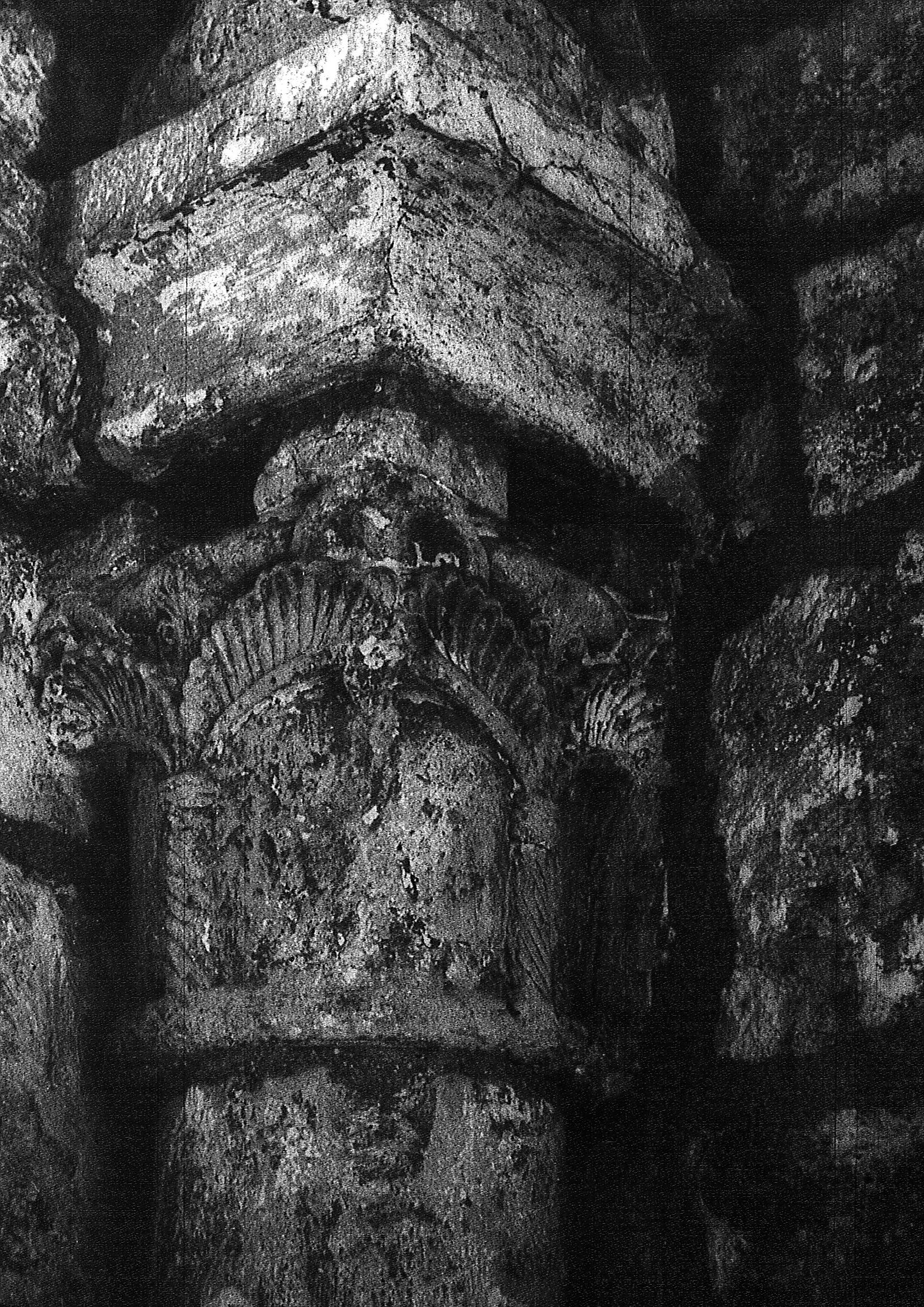
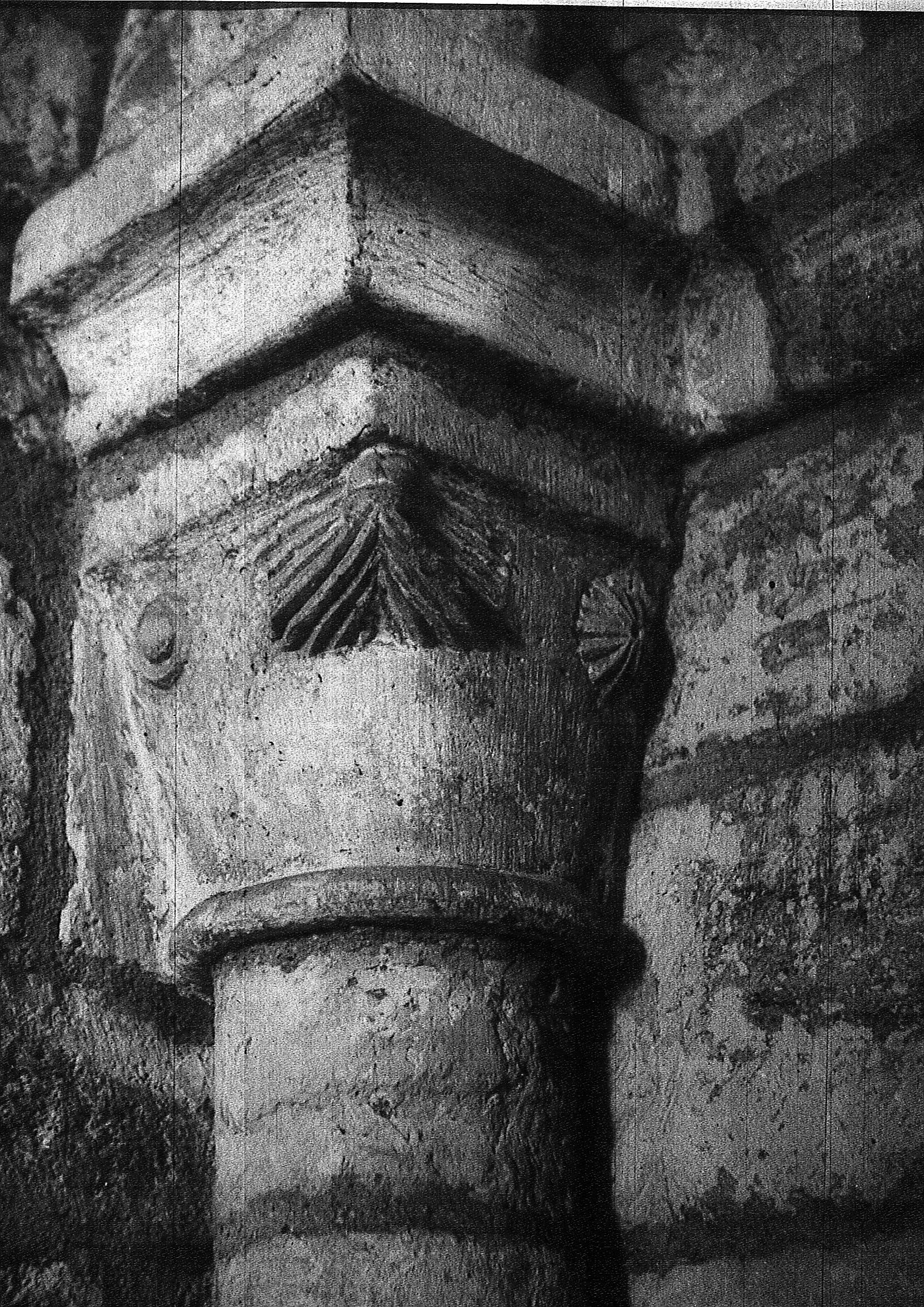
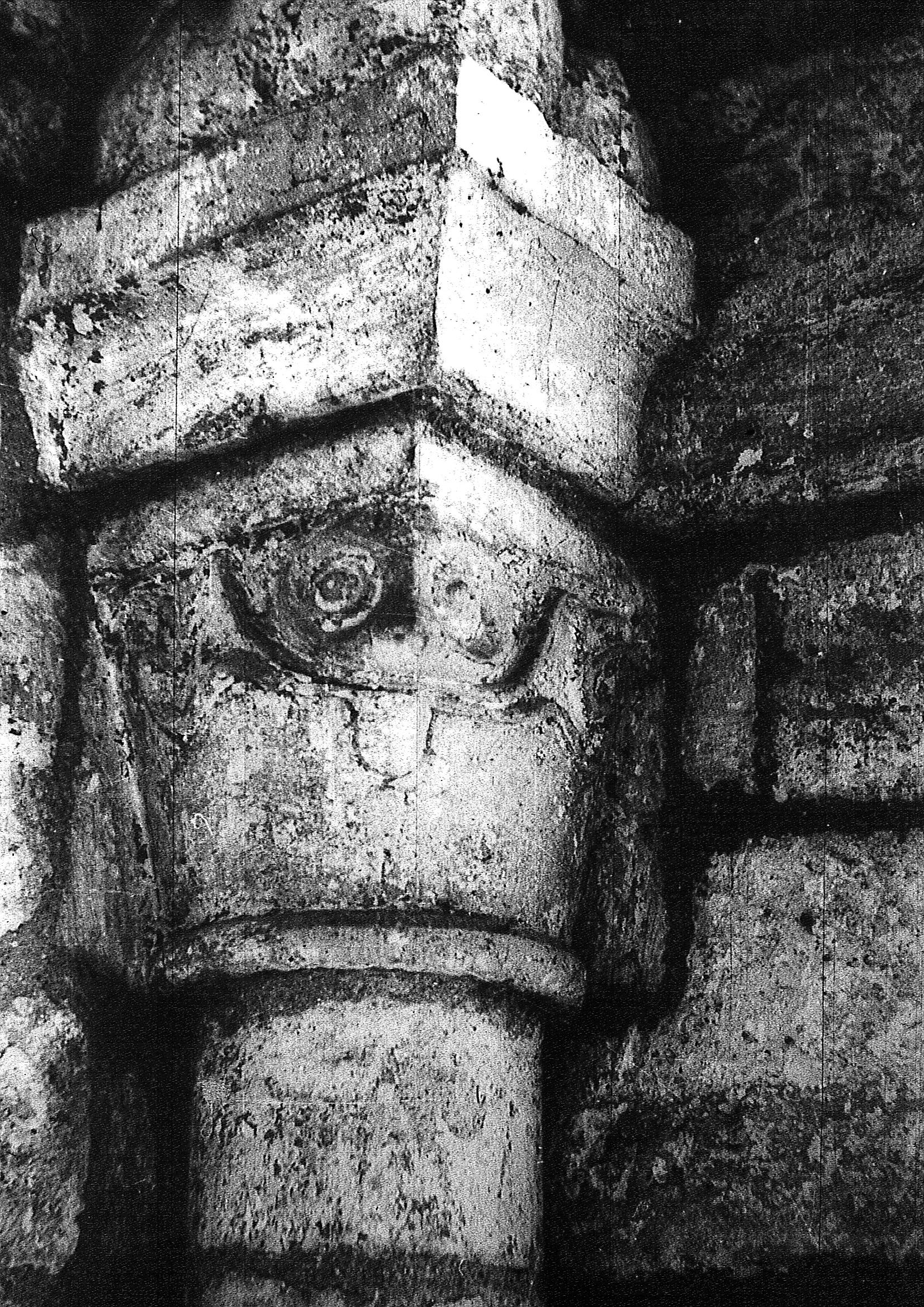

## Sources